# Novonor
Novonor, anciennement Organização Odebrecht est une entreprise brésilienne, qui opère dans la construction, la pétrochimie, la défense et technologie, le transport et la logistique, le carburant et d'autres secteurs. La société a été fondée en 1944 par Noberto Odebrecht, un descendant d'immigrants allemands. L'entreprise est présente dans le monde entier. Elle était dirigée jusqu'en 2016 par Marcelo Odebrecht (en) qui depuis, purge dix ans de prison.

## Histoire
En 1944, l’entreprise qui a donné naissance à Construtora Norberto Odebrecht S.A. commençait à faire tourner ses premières bétonnières. La genèse d'Odebrecht remonte toutefois à bien plus tôt : 1856, date de l’arrivée d’Emil Odebrecht au Brésil. Suivant le flux de l’immigration germanique, cet ingénieur allemand s’est installé dans la vallée de l’Itajaí, à Santa Catarina.
Emil Odebrecht a participé activement à la délimitation des terres, aux levés topographiques et à la construction de routes dans le Sud du pays. Marié à Bertha Bichels, il a eu 15 enfants. Un de ses petits-enfants, Emílio Odebrecht, s’est tourné vers le secteur de la construction publique et a développé la fibre entrepreneuriale de la famille Odebrecht.
L’entreprise de construction Isaac Gondim e Oderbrecht Ltda fut la première entreprise d’Emílio Oderbrecht. En 1923, il a créé Emílio Odebrecht & Cia., qui s'est vue chargée de différentes constructions dans les États du Nordeste durant l'entre-deux-guerres. Il fut alors  pionnier dans l’utilisation du béton armé au Brésil.
Au début de la Seconde Guerre mondiale, les matériaux de construction en provenance d’Europe sont devenus onéreux et rares, ce qui a déclenché une crise dans le secteur. Découragé, Emílio Odebrecht s’est retiré des affaires, situées à Salvador, capitale de l’État de Bahia. C’est son fils, Norberto Odebrecht, qui a dû le remplacer en 1941.
Trois ans plus tard, Norberto crée sa propre entreprise, le point de départ d'Odebrecht. Sous sa direction, Odebrecht s’est agrandie, a traversé les frontières et s'est diversifiée, toujours guidée par les principes, les concepts et les critères qu'il a développés et qui composent la technologie d’entreprise Odebrecht (TEO). Sa « pensée » a été réunie dans trois volumes distribués à tous les salariés du groupe.
Au passage des années 1980 aux années 1990, ses investissements dans la pétrochimie s'avèrent stratégiques. Dans ce contexte, Emílio Odebrecht a succédé à son père à la présidence du holding Odebrecht S.A. avec pour défi de poursuivre l'expansion internationale. Odebrechta étendit ses activités, allant jusqu’aux États-Unis, au Mexique, au Venezuela et en Malaisie.
Emílio Odebrecht est resté à la tête d'Odebrecht durant dix ans, jusqu’à ce que Pedro Novis en prenne la direction, en 2001. Le début du siècle a été marqué par l’acquisition du contrôle de l’actionnariat de l'entreprise Copene, la centrale de matières premières du pôle de Camaçari, dans l'État de Bahia, dans le cadre d’un consortium avec le groupe Mariani. Une entreprise brésilienne d’envergure et compétitive dans le secteur pétrochimique commençait à voir le jour. Après plusieurs intégrations sociales et opérationnelles, Braskem a été créée en 2002.
Fin 2008, Marcelo Odebrecht, membre de la troisième génération prend les commandes d'Odebrecht. À la tête des affaires de la famille, il dirige un nouveau cycle de croissance. En échange de ses aveux sur le système de corruption érigé par le groupe, il n'est pas incarcéré.

## Scandale Petrobras et opération Lava Jato
En novembre 2014, Odebrecht se retrouve impliquée avec d'autres entreprises privées dans une gigantesque affaire de corruption révélée par l'opération Lava Jato. Accusée de blanchiment d'argent, d'entente sur les prix et de corruption, plusieurs condamnations des dirigeants ont été prononcées,.  Ces pots-de-vin étaient destinés à inciter des parlementaires à voter des mesures favorables au groupe. Au niveau municipal, la corruption exercée par Odebrecht visait à « stimuler les privatisations », notamment dans la gestion de l'eau et des égouts. Les sommes transitaient essentiellement par des paradis fiscaux (Panama, îles Vierges britanniques et Antigua-et-Barbuda), mais aussi par des banques au Royaume-Uni, aux États-Unis, en Autriche, à Monaco et en Suisse. L'entreprise aurait au total versé 2,8 milliards d’euros à des dirigeants politiques de « trois continents » :
- En Colombie, le ministre des Transports du gouvernement d'Álvaro Uribe est accusé d'avoir reçu 6,5 millions de dollars de l'entreprise pour lui obtenir un contrat sur un projet routier[6]. Óscar Iván Zuluaga, ministre des Finances sous ce même gouvernement et candidat du parti centre démocratique à l'élection présidentielle 2014 serait également impliqué[7] ;

- En Argentine, le chef des services de renseignements de Mauricio Macri aurait reçu 600 000 dollars d'Odebrecht[8] ;

- Au Pérou, l'ancien président Alejandro Toledo est accusé par la justice et plusieurs de ses collaborateurs d'avoir touché 20 millions de dollars. Plusieurs membres de son gouvernement, cinq ministres d'Alan García, Keiko Fujimori et Ollanta Humala sont également incriminés[9],[10] ;
- Au Venezuela, Henrique Capriles, candidat aux élections présidentielles de son pays en 2012 et 2013, aurait selon une information du Wall Street Journal reçu 3 millions de dollars lorsqu'il était gouverneur de l’État de Miranda[11], puis 12,7 millions d’euros pour sa campagne présidentielle en 2012[3]. Pour la procureure Luisa Ortega Díaz le président Nicolás Maduro a reçu 35 millions de dollars de la société Odebrecht et d'autres entreprises pour la campagne électorale de 2012[12].
- Au Mexique, trois anciens cadres de l’entreprise reconnaissent avoir versé 10 millions de dollars pour la campagne électorale du futur président Peña Nieto et à certains de ses collaborateurs[13] ;

En avril 2017, l'affaire Odebrecht touche un grand nombre de personnalités de droite et de gauche au Brésil (le président Michel Temer, l'ancien maire de Rio Eduardo Paes, le président du Parti de la social-démocratie Aécio Neves, etc.). Ils sont accusés d'avoir financé illégalement des campagnes électorales ou s'être enrichis personnellement. Il en est de même pour le président du Pérou, Pedro Pablo Kuczynski, qui doit démissionner en mars 2018.

## Développement économique
Le 17 juin 2019, Odebrecht déclare son insolvabilité